# Ніколас Віндзор
Лорд Ніколас Чарльз Едвард Джонатан Віндзор (англ. Lord Nicholas Charles Edward Jonathan Windsor, нар. 25 липня 1970, Лондон, Велика Британія) — член британської королівської родини, молодший син принца Едварда, герцога Кентського та Кетрін, герцогині Кентської. Ставши новонаверненим католиком, втратив своє право на британський престол.

## Ранні роки
Лорд Ніколас Віндзор народився 25 липня 1970 року в лікарні Королівського коледжу в Демарк-Гілл, Лондон, у родині принца Едварда, герцога Кентського і Кетрін, герцогині Кентської.
У нього є старший брат, Джордж, граф Сент-Ендрюс, і сестра, леді Гелен Тейлор. Він був охрещений 11 вересня 1970 року у Віндзорському замку. Його хрещеними батьками стали Чарльз III, на той час принц Уельський та Дональд Когган, на той час архієпископ Йоркський, а пізніше архієпископ Кентерберійський.
Віндзор  здобув освіту у Вестмінстерській школі, а потім у школі Герроу. Пізніше він навчався в Манчестерському коледжі Гарріса в Оксфорді, де вивчав теологію.

## Релігія
Мати Віндзора, Кетрін, герцогиня Кентська, була прийнята в католицьку церкву в 1994 році, а в 2001 році на приватній церемонії сам Ніколас також був прийнятий в католицьку церкву. Це означало, що він втратив своє право на успадкування британського престолу згідно з положеннями Акту про врегулювання 1701 року.
14 липня 2011 року він став почесним віце-президентом Друзів Персонального Ординаріату Богоматері Волсінгемської, Англіканського Ординаріату Католицької Церкви.
Він висловив рішучу позицію щодо проблеми абортів, яка, за його словами, є суспільною загрозою «гіршою за Аль-Каїду».

## Шлюб і сім'я
Ніколас познайомився зі своєю майбутньою дружиною Паолою Доімі де Лупіс Франкопан Шубіч Зрінські на вечірці в Нью-Йорку в 1999 році з нагоди Тисячоліття. Він заручився з нею в липні 2006 року. Після цивільної церемонії 19 жовтня 2006 року в лондонському відділі реєстрації актів цивільного стану, пара уклала релігійний шлюб 4 листопада 2006 року в церкві Святого Стефана Абіссінського у Ватикані. Відповідно до вимог Закону про королівські шлюби 1772 року, королева дала згоду на цей шлюб. Палата громад привітала "перший явний шлюб члена королівської родини в рамках обрядів католицької церкви з часів правління королеви Марії I.
22 вересня 2007 року в лікарні Челсі та Вестмінстера, Лондон у лорда і леді Віндзорів народилася перша дитина, син Альберт Луїс Філіп Едвард Віндзор. Альберт — восьмий онук герцога і герцогині Кентських. Дитина стала першим Віндзором, який носив ім'я Альберт з часів короля Георга VI. Церемонія хрещення відбулася в каплиці Сент-Джеймського палацу у Лондоні.
Леді Ніколас народила другу дитину, Леопольда Ернеста Августа Гвельфа Віндзора 8 вересня 2009 року в лікарні Челсі та Вестмінстера. Леопольд був охрещений кардиналом Анджело Комастрі в базиліці Святого Петра у Ватикані 29 травня 2010 року. Третій син, Луї Артур Ніколас Фелікс Віндзор, народився 27 травня 2014 року в лікарні Челсі та Вестмінстера в Лондоні.
Віндзор і його сини все ще перебувають у спадковій лінії герцогства Кентського, успадкування якого не регулюється Актом про врегулювання. Він і його сини є третім, четвертим, п'ятим і шостим у черзі успадкування герцогства Кент відповідно. 

## Благодійність
У 2011 році Віндзор був призначений членом Папської академії життя. Він є одним із підписантів статей Сан-Хосе, які зосереджені на активних діях проти абортів.
У 2007 році Віндзор прийняв запрошення стати патроном Bromley Mind.
Ніколас працював в Раді у справах біженців, Лондон, фонді DePaul Trust для бездомних і в школі для дітей-аутистів. Він був запрошеним співробітником Центру етики та публічної політики у Вашингтоні, округ Колумбія. Є патроном Католицької національної бібліотеки Великої Британії та благодійного фонду «Право на життя», який зосереджується на активних діях проти абортів.
Віндзор написав для американського журналу «First Things» на тему абортів, статтю, яку конгресмен Кріс Сміт вніс до протоколу Конгресу Сполучених Штатів.
Був головою Інституту Dignitatis Humanae між 2011 і 2013 роками.